# Divine Operating System
Divine Operating System è il secondo album in studio del gruppo musicale statunitense Supreme Beings of Leisure, pubblicato il 24 febbraio 2003.

## Tracce
1. Give Up – 3:50
2. Ghetto – 4:22
3. Catch Me – 4:20
4. Get Away – 3:22
5. Rock and a Hard Place – 4:25
6. Calamity Jane – 5:19
7. Divine – 4:26
8. Touch Me – 4:11
9. So Much More – 5:54
10. Freezer – 4:25
11. Perfect – 5:01

Bonus DVD
1. Give Up
2. Ghetto
3. Catch Me
4. Touch Me